# Herrschertreffen

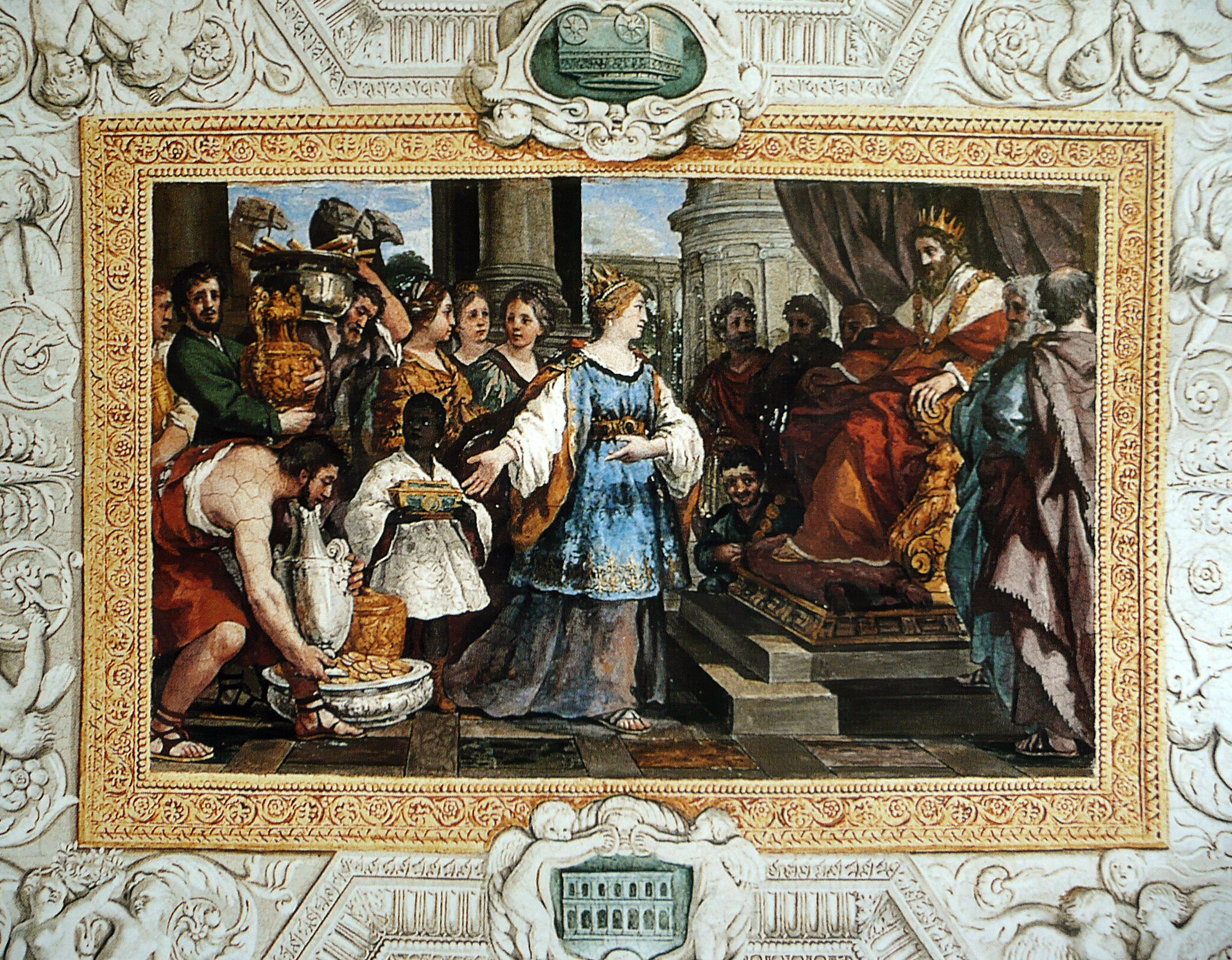
Königin von Saba trifft Salomon

Ein Herrschertreffen oder eine Herrscherbegegnung ist ein persönliches Zusammentreffen von Monarchen als Mittel der Politik. Für die Treffen von Staats- und Regierungschefs hat sich im 20. Jahrhundert der Begriff Gipfeltreffen etabliert.
Herrscherbegegnungen sind keine Erfindung des Mittelalters. Es gab bereits antike und biblische Vorbilder. Bekannt ist ein Treffen zwischen den beiden Cheruskerfürsten Arminius und Flavius an der Weser, die sich über den Fluss hinweg beschimpften. In der Bibel findet sich im Buch der Könige [1,10] der Besuch der Königin von Saba bei Salomon. Treffen von Königinnen oder Regentinnen sind eine Seltenheit.
Entgegen der in der Literatur weit verbreiteten Annahme gab es nach dem Mittelalter weder ein Ende noch eine Pause von Herrschertreffen als Mittel der Politik. Der Einsatz von Herrschertreffen kennt gewisse Wellen, die abhängen von der Lage der internationalen Beziehungen und der Persönlichkeiten der einzelnen Herrscher. Besonders Fürsten, die eine Rangerhöhung erstrebten (Herzöge von Burgund im 15. Jahrhundert) oder Aufsteiger (Napoleon) nutzen Herrschertreffen intensiv, um dort im Zeremoniell ihre Gleichrangigkeit mit Königen demonstrieren zu können.
Das aufwendige Zeremoniell von Herrscherbegegnungen wurde am Ende der Frühen Neuzeit zunehmend als Problem angesehen, so dass viele Fürsten begannen, inkognito zu reisen, um Kosten und Aufwand einzusparen, aber die direkte Begegnung als Mittel ihrer Politik weiter nutzen zu können.

## Zeremoniell
Herrscherbegegnungen erfuhren keine Verschriftlichung des Zeremoniells, im Gegensatz zu anderen Zeremonien wie z. B. der Königswahl oder der Krönung entwickelte. Vermutlich hängt dies mit dem Fehlen einer rechtskonstitutiven Funktion zusammen. Da Herrscherbegegnungen an sich weder rechtsverbindliche, noch Recht schaffende Akte darstellten, entbehrten sie eines geschriebenen Protokolls und boten auf diese Weise einen größeren Spielraum in der Umsetzung. Man orientierte sich an verschriftlichten Traditionen und Präzedenzfällen, die nur zu einem geringen Teil verschriftlicht waren.
Das Zeremoniell der mittelalterlichen Herrscherbegegnungen besaß seit dem 11. Jahrhundert eine relativ fest gefügte Form, konnte aber je nach den Umständen variieren, so dass einzelne Akte verändert, weggelassen oder hinzugefügt wurden. In der Regel kann man folgende Elemente als Bestandteile von Herrscherzusammenkünften ausmachen: Unterhandlung durch Boten, Zusammenkunft, Begrüßung, eigentliche Verhandlung, Vertragsabschluss, gegenseitige Besuche, Empfang, Umtrunk, Geschenke und Abschied. Einige dieser Elemente konnten während einer Begegnung wiederholt werden, was den feierlichen Charakter der Zusammenkunft erhöhte.
Trotz großer Beständigkeit der Formen hatten nicht alle Handlungen immer das gleiche Gewicht. Deshalb lässt sich kein einfaches Schema des Zeremoniells der Herrscherbegegnungen zeichnen. Der Ablauf war jeweils von zahlreichen äußeren Bedingungen abhängig. Die Reihenfolge der Elemente steht allerdings in einem gewissen logischen Zusammenhang. Bei ihrer Durchführung wurde auf strengste Symmetrie geachtet, d. h., bei einem Treffen von zwei gleichrangigen Herrschern folgte auf den Besuch des einen im Lager des anderen in der Regel ein Gegenbesuch.
Eine gemeinsame Messe hatte sich als Element von Herrscherzusammenkünften erst im 11. Jahrhundert etabliert. Allerdings gehörte sie eher zur Ausnahme, gerade wenn die Treffen in konfliktträchtigem Umfeld stattfanden. Ein gemeinsames Mahl durfte hingegen nie fehlen und ist schon unter den Merowingerkönigen nachgewiesen. Es diente der Bestätigung und Bekräftigung von Freundschafts- und Friedensschlüssen. Wie auch immer die Begegnungen angelegt waren, die einzelnen Schritte waren nie allein von einer Partei bestimmt und konnten es auch gar nicht sein, da die getroffene Lösung Einvernehmen in beiden Lagern voraussetzte, was z. B. Ort und Zeitpunkt der Begegnung, die Vorbereitung der Mahlzeiten oder den Austausch von Geschenken anging. Die Formen der einzelnen Elemente wandelten sich und wurden jeweils dem Stil der Zeit angepasst.
Die Wahl des Ortes war abhängig vom Rangverhältnis der beiden Herrscher. In der Regel begab sich der Geringere in das Herrschaftsgebiet des Höherrangigen, während eine Gleichrangigkeit durch ein Treffen an einem neutralen dritten Ort in der Grenzregion ausgedrückt werden konnte. Besonders hervorzuheben sind hier die im Mittelalter sehr häufigen Treffen auf zum Teil eigens dafür errichteten Brücken über Flüssen, die die beiden Herrschaftsgebiete voneinander abgrenzten. Neben der Markierung des Grenzgebietes durch den Fluss spielte hier auch das gegenseitige Sicherheitsbedürfnis eine wichtige Rolle. Noch 1807 wurde der Friede von Tilsit auf Flößen in der Flussmitte abgeschlossen.

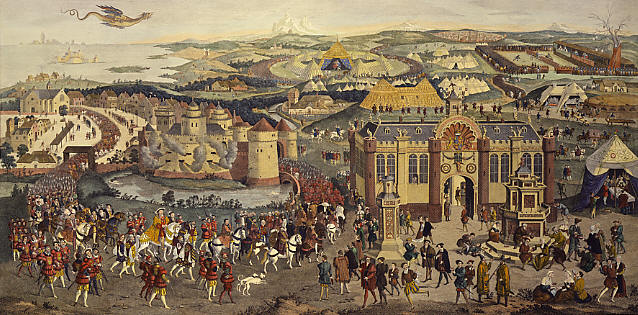
Camp du Drap d’Or von 1520, Stich von James Basire (1774) nach einem zeitgenössischen Ölgemälde, vorne links Heinrich VIII.

Beim Camp du Drap d’Or von 1520, anlässlich des über 2-wöchigen Zusammentreffens des französischen Königs Franz I. mit dem englischen König Heinrich VIII., wurden nicht nur zwei Zelt- und Prunklager errichtet, sondern als Veranstaltungsort das Val d’Or ausgesucht, das zwischen dem englischen Guînes und dem französischen Ardres lag. Man nivellierte alle Bodenerhebungen am Veranstaltungsort, um zu vermeiden, dass eine Partei zur anderen heraufschauen und sich gedemütigt fühlen müsste.
Herrscherbesuche unterscheiden sich von Herrschertreffen durch das Einholen des Besuchers an der Grenze und am Ende durch das Wiederhinausgeleiten des Gastes. Somit gab es bei Besuchen im Gegensatz zu den Treffen immer ein protokollarisch festgelegtes Ende. Der feierliche Akt der Einholung war umso wichtiger, als dieser den Gast deutlich von einem huldigenden Vasallen abhob. Der Handlungsablauf lässt sich ebenso wie der Adventus in drei wesentliche Teile untergliedern: die Ankunft des Herrschers, die Einholung durch die städtische Bevölkerung bzw. durch Abgesandte des Gastgebers vor der Landes- bzw. Stadtgrenze und schließlich das Geleit des Herrschers in die Stadt oder durch das besuchte Territorium. Entsprechend ihrem Rangverhältnis kam der gastgebende Herrscher seinem Besucher unterschiedlich weit entgegen. Traf etwa der Kaiser oder ein König ein, oder wurde eine fürstliche Braut eingeholt, dann reisten ihnen der Landesherr und die ganze Familie entgegen, im besten Fall bis zur Landesgrenze. Kurfürstin Sophie von Hannover notierte in ihren Memoiren jeweils genau, an welcher Stelle sie auf ihren Reisestationen von fürstlichen Gastgebern empfangen wurde.
Zudem stellten Besuche immer das Problem der Unterbringung und Unterhaltung des Gastes, die je nach Rang von großer Üppigkeit sein konnten. Im Mittelalter gehörten tagelange Gelage, Turniere und Aufführungen von Minnesängern, in der Barockzeit Truppenmanöver und Paraden, Theater- und Opernaufführungen, Bälle, Feuerwerke und Parforcejagden zum Programm.

## Gründe und Funktionen
Die Untertanen erhofften sich von dem direkten Zusammentreffen zweier Herrscher in Kriegszeiten die Wiederherstellung des Friedens. Die beiden Herrscher müssten sich nur treffen, dann würden alle Missverständnisse aus dem Weg geräumt, die durch die schlechte Verwaltung der königlichen Berater entstanden seien, so lautete die herrschende Meinung im Mittelalter. Schon 1381, zu Beginn des päpstlichen Schismas, schrieb Heinrich von Langenstein diesen Gedanken nieder. Auch Historiographen wie Chastellain dachten im 15. Jahrhundert, dass Karl VII., König von Frankreich, und Philipp der Gute, Herzog von Burgund, sich einfach deshalb nicht verstünden, weil sie sich nie gesehen hätten. Dieser weit verbreitete Glaube hält sich bis heute und wird immer wieder auf aktuelle Treffen von Staats- und Regierungschefs projiziert.
Herrscherbegegnungen waren hochkomplizierte diplomatische Kunststücke mit einer langen Tradition, die sich in relativ festen Formen ereigneten. Es muss unterschieden werden zwischen solchen, die einvernehmlich und aus diesem Grund sehr feierlich und ausgedehnt inszeniert wurden, und solchen, die von Gegensätzen geprägt waren und daher tendenziell eher knapp ausfielen. Für die Mittelalterforschung spielt zudem noch die Unterscheidung in gut und schlecht überlieferte Zusammenkünfte eine wichtige Rolle.
Nicht eindeutig lassen sich die Gründe für Herrschertreffen beantworten. Von Fall zu Fall gab es dafür sehr unterschiedliche Motive. Für ein Zusammentreffen zweier Herrscher gab es keine zwingenden rechtlichen Gründe. Im Gegensatz zu Besuchen dienten Treffen häufig dem Abschluss eines Vertrags. Das konnte natürlich auch durch Gesandte geschehen, aber eine Demonstration der Freundschaft zweier Monarchen konnte äußere ebenso wie innere Feinde ins Abseits drängen. Die Zusammenkunft trug so zur Sicherung der eigenen Position bei. Ganz deutlich wird diese Rückwirkung auf die Innenpolitik, wenn sich ein schwacher Potentat in einem Bündnis als gleichberechtigter Partner eines mächtigen Herrschers präsentierte. Feierliche Besuche übten eine ähnliche Wirkung aus. Die eigene Herrschaft wurde dabei durch entsprechende Akte der Repräsentation und Demonstration inszeniert.
Im Mittelalter orientierten sich „zwischenstaatliche“ Verträge in ihren Formen an den persönlichen Beziehungen der Herrscher. In der Frühzeit waren amicitia oder fraternitas Grundlage für jede Art von Vertragsabschluss. Die Ursprünge dafür liegen in germanischer Zeit. Es lassen sich jedoch auch römische Formen finden. Schon im vorklassischen Griechenland war Freundschaft die Voraussetzung für den Abschluss eines Bündnisvertrags.
Zunächst waren im Mittelalter Friedens- und Bündnisverträge identisch. Sie wurden jedoch im Laufe der Jahrhunderte ausdifferenziert, in dem die Bündnisverträge immer präziser einzelne Verpflichtungen auflisteten. Wichtig wurde der Abschluss von bilateralen Verträgen mit größeren Mächten auch als Mittel zur Herrschaftsbildung, und -sicherung durch kleinere Fürsten. So besteht ein enger Zusammenhang zwischen dem Abschluss von zwischenstaatlichen Verträgen und dem sich herausbildenden Souveränitätsstatus der beteiligten Länder.
Zu Besuchen kam es nur bei schon bestehendem freundschaftlichem Einvernehmen. Ein wichtiges Motiv für solche Besuche waren Pilgerfahrten oder die Verabredung gemeinsamer militärischer Aktionen. Zumindest in zeremonieller Hinsicht finden sich bei der (seltenen) Gefangenschaft eines Herrschers dieselben Elemente wie bei einem Besuch.